# Savka Dabčević-Kučar

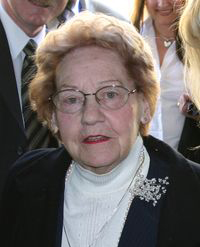
Savka Dabčević-Kučar em 2007

Savka Dabčević-Kučar (6 de dezembro de 1923 — 6 de agosto de 2009), nome pronunciado sav-ca dab-che-vi-tch ku-char, foi uma política comunista croata. Foi uma das mais influentes políticas femininas croatas durante o período comunista, especialmente durante a Primavera Croata, durante a qual foi deposta do cargo de primeira-ministra. Regressou à política durante os primeiros tempos da independência croata como líder da Coligação do Acordo do Povo e do Partido do Povo Croata.